# She Couldn't Help It
Pour plus de détails, voir Fiche technique et Distribution.
She Couldn't Help It est un film américain réalisé par Maurice S. Campbell et sorti en 1920.
L'histoire est basée sur le roman In the Bishop’s Carriage de Miriam Michelson et sur la pièce du même nom de Channing Pollock, qui avait déjà été adaptée au cinéma en 1913.

## Synopsis
Une jeune orpheline est contrainte de mener une vie de voleuse.

## Fiche technique
- Réalisation : Maurice S. Campbell
- Scénario : Channing Pollock, Douglas Bronston d'après le roman In the Bishop’s Carriage de Miriam Michelson
- Production : Realart Pictures (Adolph Zukor)
- Photographie : H. Kinley Martin
- Genre : Drame[1]
- Durée : 50 minutes (1348 m avec 5 bobines[2])
- Pays de production :  États-Unis
- Format : Noir et blanc, 35 mm, rapport de forme 1.33 : 1, procédé cinématographique sphérique
- Son : Muet
- Date de sortie : 
  - États-Unis : décembre 1920

## Distribution
- Bebe Daniels : Young Nance Olden
- Emory Johnson : William Lattimer
- Wade Boteler : Tom Dorgan
- Vera Lewis : Mother Hogan

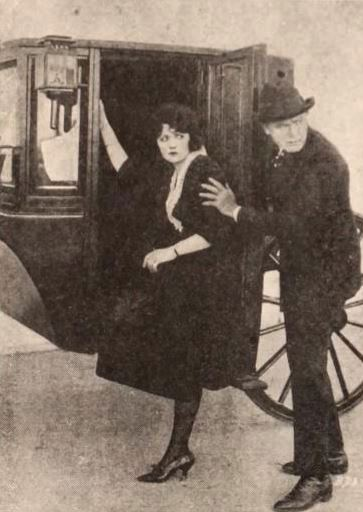
Bebe Daniels et Wade Boteler dans une scène du film.

- Herbert Standing : Bishop Van Wagenen
- Z. Wall Covington : Mr. Ramsey
- Helen Raymond : Mrs. Ramsey
- Ruth Renick : Nellie Ramsey
- Gertrude Short : Mag Monahan
- Milla Davenport : Matron